# رومشته مؤمن‌آباد
رومشته مومن‌آباد ، روستایی از توابع بخش فیروزآباد شهرستان سلسله در استان لرستان ایران است. 

## جمعیت
این روستا در دهستان فیروزآباد قرار دارد و بر اساس سرشماری مرکز آمار ایران در سال ۱۳۹۵، جمعیت آن ۱۵۷ نفر بوده که ۸۳ نفر مرد و ۷۴ نفر زن بوده اند. این در حالی است که جمعیت این روستا در مقایسه با سرشماری سال ۱۳۸۵ ، ۱۷ نفر کاهش داشته است. روستای رومشته مومن آباد دارای ۴۰ خانوار است.